# Lucia Cominato
Lucia Cominato (Gavello, 7 ottobre 1933) è una politica italiana. Nella sua carriera politica, ha preso parte alla VII ed alla IX Legislatura parlamentare, rappresentando il collegio elettorale di Rovigo ed il Partito Comunista Italiano.